# Cedega
Cedega (dawniej WineX) – implementacja WinAPI oparta na Wine i rozwijana przez firmę TransGaming. Służy do uruchamiania gier i programów pod GNU/Linuksem napisanych dla systemu Microsoft Windows. Głównym celem powstania programu było zaimplementowanie obsługi API DirectX w środowisku GNU/Linuksa.
WineX został przemianowany na Cedegę przy wydaniu wersji 4.0, czyli 22 czerwca 2004.